# Кельвин Харрис
А́дам Ри́чард Вайлс (англ. Adam Richard Wiles), более известный под псевдонимом Ке́львин Ха́ррис (англ. Calvin Harris; род. 17 января 1984 года, Дамфрис, Шотландия) — шотландский автор-исполнитель, музыкальный продюсер и диджей. Его дебютный студийный альбом I Created Disco стал золотым, а синглы «Acceptable in the 80s» и «The Girls» вошли в топ-10 британского чарта. В 2009 году выпустил второй студийный альбом Ready for the Weekend, который дебютировал с первой строчки в UK Albums Chart, впоследствии став золотым. В 2010 году запустил собственный лейбл Fly Eye Records, впоследствии заключив партнёрство с Sony/ATV Music Publishing.
Мировой успех к Кельвину Харрису пришёл после выпуска его третьего студийного альбома 18 Months в октябре 2012 года. Покорив все британские чарты, альбом возглавил Billboard 200, а все восемь синглов в поддержку альбома вошли в десятку лучших в Великобритании, тем самым побив рекорд Майкла Джексона. Четвёртый студийный альбом артиста Motion вышел в ноябре 2014 года, дебютировав со второй строчки в Соединённом Королевстве и с пятой в США. Харрис возглавил US Dance/Electronic Albums второй раз подряд.
Кельвин Харрис часто продюсирует песни и альбомы других исполнителей, а также записывает совместные композиции. Песня Рианны «We Found Love», записанная при его участии, стала громким хитом и принесла в копилку Харриса первый сингл номер один в чарте Billboard Hot 100. За видеоклип на эту песню артисты получили премию «Грэмми» за лучшее музыкальное видео. Всего Харрис был номинирован на престижную премию четыре раза. В 2014 году он стал первым артистом в истории, кто одновременно занял первые три строчки в десятке Dance/Electronic Songs журнала Billboard. Он также стал первым британским артистом, который в одиночку набрал более одного миллиарда прослушиваний на стриминг-сервисе Spotify.
Кельвин Харрис является одним из самых успешных музыкантов в современной британской поп-культуре. С 2013 года он ежегодно возглавлял список Forbes среди самых высокооплачиваемых диджеев мира, в 2018 году его годовой доход составил $48 миллионов. Также в 2017 году занял 15 место в списке лучших диджеев мира по версии DJ Magazine и вошёл в список самых влиятельных людей Великобритании по версии Debrett's. В 2018 году занял 40 место в рейтинге. В 2019 году с доходом $38,5 миллионов закончилась шестилетняя серия Кельвина Харриса как самого богатого диджея.
В октябре 2020 года Харрис продал права на владение и использование своей музыки американской инвестиционной группе Vine Alternative Investments за 90 миллионов долларов. Согласно условиям сделки в имущество компании перешло 150 композиций диджея.

## Биография

### 1984—2006: Юность и начало карьеры
Харрис родился 17 января 1984 года в шотландском Дамфрисе. Ещё в детстве его привлекла электронная музыка и с 1999 года он начал записывать демоверсии у себя дома. Согласно газете News of the World, начав заниматься музыкой, Кельвин стал замкнутым и стеснительным, так как стеснялся своей известности. Впервые удача улыбнулась ему, когда песни «Da Bongos» и «Brighter Days» были выпущены как виниловый сингл на лейбле Prima Facie label в начале 2002 года под псевдонимом Stouffer.
Харрис подписал контракт с EMI и Sony BMG в 2006 году, когда его музыка стала популярной в MySpace. Кельвин неожиданно переехал из Лондона на свою родину в Дамфрис, так как не мог найти работу. В 2004 году ему удалось выпустить только одну песню с певицей Aйей Марар. Композиция в сборник «The Unabombers Electric Soul 2».

### 2006—2007:I Created Disco
Дебютный альбом I Created Disco был выпущен 29 июня 2007 года. На нём прослеживается влияние музыки 1980-х годов и стиля электроклэш. Для продвижения I Created Disco Харрис организовал тур по Великобритании, выступая перед Faithless и Groove Armada.
Первым синглом с альбома стала песня «Vegas», вышедшая ограниченным изданием на виниле. Первым синглом, попавшим в чарты стал «Acceptable in the 80s», трибьют стилю и эпохи того десятилетия. Песня попала в первую десятку UK Singles Chart, оставаясь в нём 15 недель. «The Girls» стал третьим синглом из альбома и смог попасть в топ-5 британского чарта. Четвёртым синглом стала композиция «Merrymaking at My Place», достигшая 43 строчки в сингловом чарте.
В 2007 году Харрис сотрудничал с Кайли Миноуг. Для неё он написал и спродюсировал две песни для альбома X: «In My Arms» и «Heart Beat Rock». Также он работал с британской поп-звездой Софи Эллис-Бекстор, написав несколько песен для её четвёртого альбома.
В 2008 году Кельвин записал трек «Dance with Me» совместно с Диззи Раскалом.

### 2009—2011:Ready for the Weekend
Харрис начал работу над новым альбомом вскоре после релиза I Created Disco. Первые треки были записаны в 2008 году. 3 апреля 2008 года Кальвин заявил, что имевшаяся копия нового альбома была утеряна вместе с его ноутбуком в аэропорте Хитроу. Позже в эфире радио BBC во время фестиваля в Гластонбери 2008 года он сообщил о возвращении своего багажа, включая и записи нового альбома. Позже Харрис признался в том, что солгал, поскольку альбома не было в багаже. Таким образом он надеялся выиграть время для окончания записи.
Первый сингл «I’m Not Alone» был впервые исполнен на праздновании Нового года в Сиднее. Премьера песни состоялась на BBC Radio 1 23 января 2009 года в шоу Пита Тонга, выпущена она была в апреле 2009 года, добравшись до первой строчки в британском чарте. Сингл «Ready for the Weekend» стал третьим в этом же чарте.
Харрис устроил мировое турне по Великобритании, Ирландии, Франции, Голландии и США для продвижения новой пластинки.
В июне 2009 года, NME анонсировал, что альбом Ready for the Weekend выйдет 17 августа 2009 года. Песни «Holiday» и «Ready for the Weekend» попали в радиоэфир.

## Личная жизнь
С 2013 года Кельвин встречался с Ритой Орой. Последний раз пара появились на публике вместе в конце апреля 2014 года, но церемонию Billboard Awards диджей посетил уже в одиночестве. В своём интервью Рита рассказала о сложности отношений на расстоянии, что и послужило причиной разрыва. Кельвин решил не скрывать правды от поклонников, и написал следующее: «Чтобы предотвратить волну слухов и сплетен, сообщаю — мы с Ритой недавно расстались. Она очень красивая и талантливая девушка, и я желаю ей всего наилучшего».
С марта 2015 года встречался с американской певицей Тейлор Свифт. В июне 2015 года журнал Forbes назвал их «самой высокооплачиваемой знаменитой парой прошедшего года», с общей суммой накоплений в 146 миллионов долларов. В июне 2016 года пара рассталась.
С января 2022 Харрис встречается с британской телеведущей Вик Хоуп и в мае они объявили о помолвке.

## Дискография
- 2007: I Created Disco
- 2009: Ready for the Weekend
- 2012: 18 Months
- 2014: Motion[англ.]
- 2017: Funk Wav Bounces Vol. 1
- 2022: Funk Wav Bounces Vol. 2[англ.]
- 2024: 96 Months[англ.]

## Фильмография
- 2015: Антураж — в роли самого себя